# Storia di Raffadali

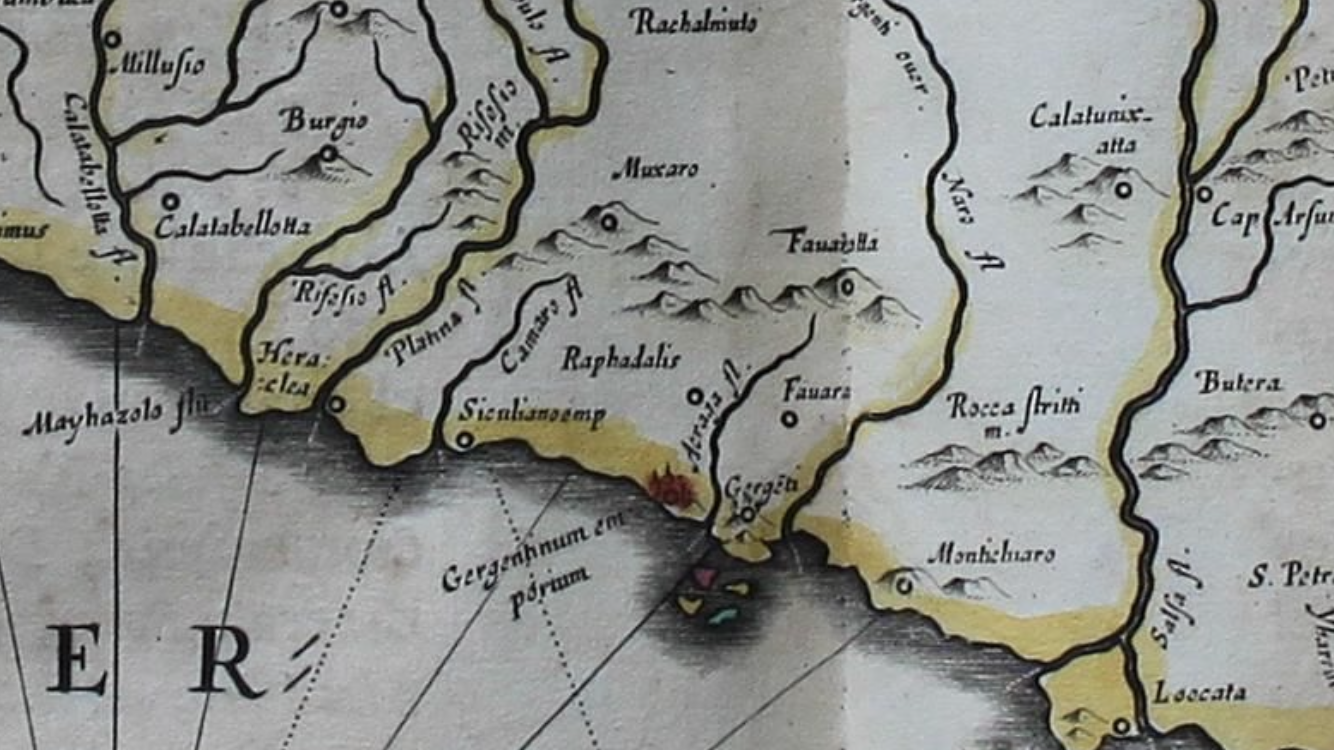
Raffadali (Raphadalis) in un'antica mappa tratta da El Atlas Universal y Cosmographico de los orbes y terrestre di Juan Blaeu, 1659.

La storia di Raffadali, comune italiano della provincia di Agrigento in Sicilia, ha inizio a partire dall’Eneolitico, con la comparsa dei primi insediamenti. Nelle epoche successive l’area fu abitata da diverse popolazioni. Sono stati infatti ritrovati resti di nuclei di età greca, romana tardoantica e medievale. Il centro abitato di Raffadali, seppur talvolta ritenuto di origine islamica, è documentato solo a partire dal 1177: dapprima fu un semplice casale, poi signoria della nobile famiglia dei Montaperto.
Nel 1650 il re di Spagna Filippo IV elevò Raffadali al rango di principato.
Dopo l'abolizione del feudalesimo, Raffadali divenne capoluogo di circondario borbonico; nel 1860, entrò a far parte del Regno d'Italia, e rivestì il ruolo di capoluogo dell'omonimo mandamento della provincia di Girgenti.

## Età antica

### Preistoria

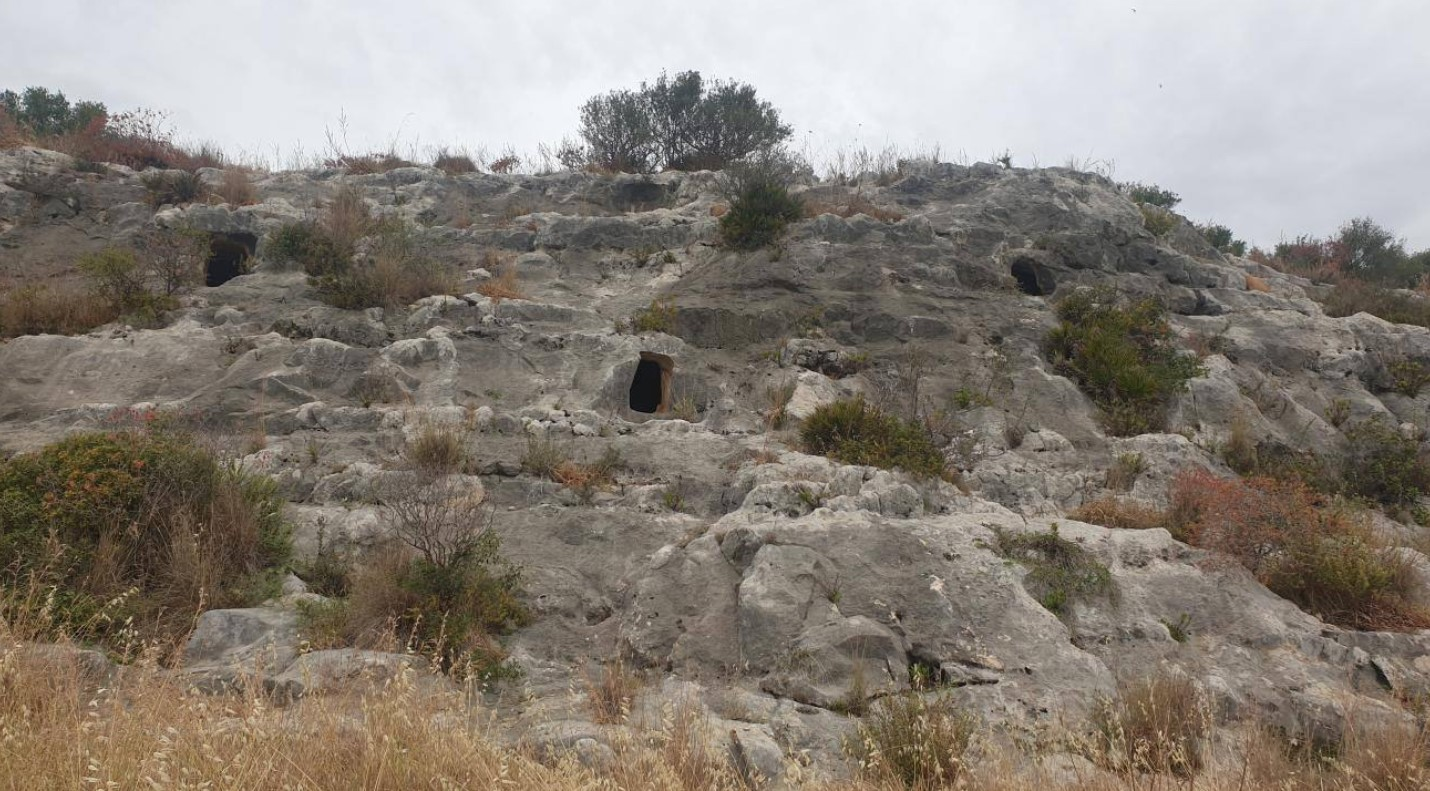
Esempio di tomba a grotticelle

Il territorio presenta testimonianze preistoriche di estremo interesse che dimostrano la continuità della presenza umana sin dall’eneolitico superiore, con resti di capanne, ingrottati, reperti fittili, e sculture litiche.
All'età del bronzo risalgono i reperti rinvenuti in contrada Pietra Rossa, ove si trova una necropoli costituita da decine di loculi, nei quali erano inumati degli scheletri, in posizione fetale. Accanto ai corpi gli archeologi hanno scoperto una moltitudine di ceramiche grossolane impresse, che testimoniano lo stanziamento di una popolazione, il cui sostentamento si basava sull'agricoltura e l'allevamento.

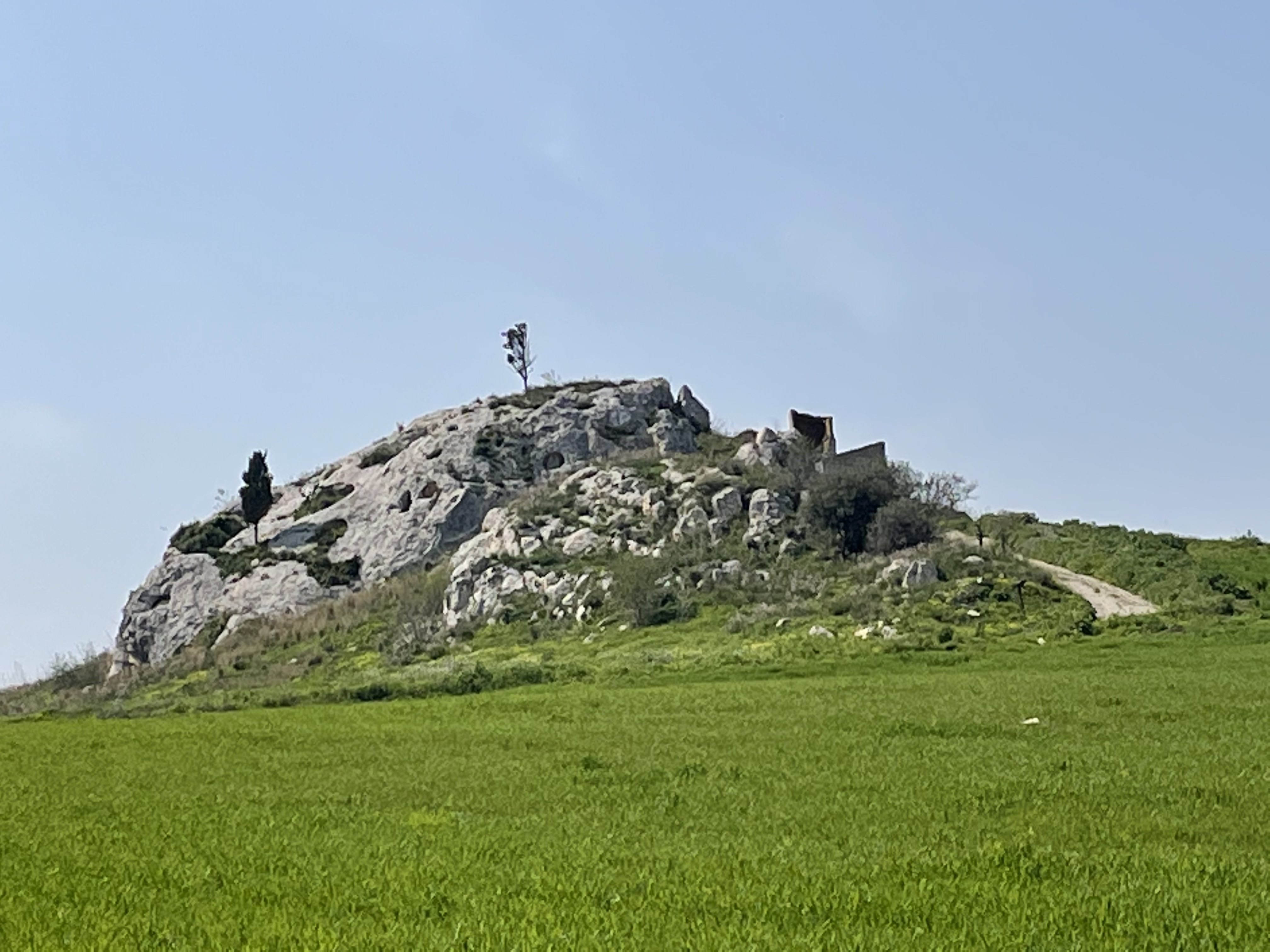
Cozzo Pietra Rossa

Un altro sito archeologico presente a Raffadali è Cozzo Busonè, ubicato in prossimità dell'attuale Strada statale 118. La necropoli è costituita da diverse tombe a grotticella artificiale, delle quali dodici andarono perdute a causa dei lavori di sventramento della collina ad opera di una società produttrice di calcare. L'archeologo Bianchini fu il primo a condurre degli scavi nel sito scoprendo l'esistenza di diverse tombe, la tipologia delle quali variava da semplici nicchie, per un singolo individuo, a intere stanze circolari, destinate ad accogliere un intero nucleo familiare. Le ceramiche e i reperti litici ritrovati svelano la presenza della Cultura di Castelluccio (XVIII secolo - XV secolo a.C.). Tra i ritrovamenti più importanti figurano due idoletti femminili, le cosiddette Veneri di Busonè, raffiguranti la Dea Madre, conservate nel Museo archeologico regionale di Agrigento. La presenza di grotte ha ispirato una leggenda araba, secondo la quale la montagna si aprirebbe ogni sette anni e mezzo rivelando i tesori celati al suo interno.
Resti di una necropoli preistorica sono visibili presso il Colle Palombara, nella "grotta del Bruno", dove sono state ritrovate alcune ossa cementate in una spessa formazione cristallina.

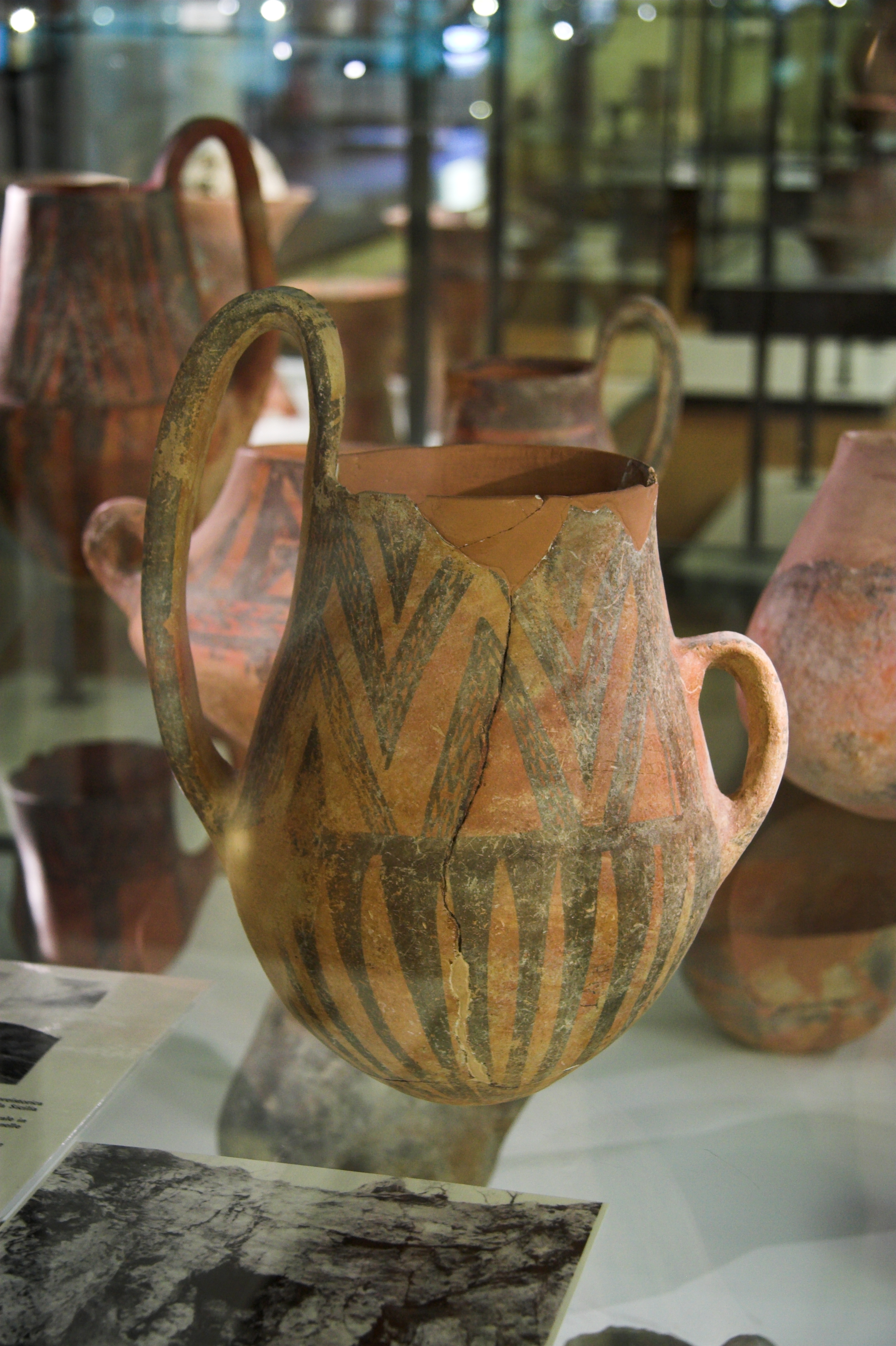
Ceramiche castellucciane custodite presso il Museo archeologico regionale di Agrigento

Dentro una fenditura sui fianchi del colle, alcuni speleologi hanno scoperto, alla fine di un grande cunicolo, uno slargo con stalattiti, e cocci fittili della Facies Castellucciana.
Fino agli anni cinquanta, secondo lo storico Lo Mascolo, a poche centinaia di metri da Raffadali vi erano ancora grotte più grandi, ora non più esistenti, vere e proprie stanze scavate nella roccia. Una grandissima, nel poggio di Terranova, un'altra semidistrutta verso nord - ovest scavata sul piccolo masso roccioso, sul quale sorgeva la cappella della Madonna delle Grazie, dalla quale la contrada prende il nome. Altre grotte si trovano sul cozzo dove sorge la chiesa di Sant'Antonio Abate presso la quale, nel secolo scorso, ve ne erano molte altre che furono in seguito distrutte.
Verso la fine del II millennio a.C. lo stanziamento in Sicilia di popolazioni sicule causò la migrazione dei Sicani nella parte occidentale dell’isola. Nel corso dell’età del ferro i Sicani occuparono le zone interne dell’odierna provincia di Agrigento.
In Contrada Sant'Avignone si trova una necropoli scavata in una collina di calcare, che presenta una tomba a grotticella dell'età del bronzo, e numerose tombe ad arcosolio.
Sulla cima del monte Guastanella è stata ritrovata una necropoli con tombe a grotticella scavate nella parete rocciosa.

### Periodo greco-siceliota, romano e bizantino
(Giuseppe Picone, Memorie storiche agrigentine, 1866)
Nel periodo greco nel territorio dell'odierna Raffadali sorgevano probabilmente casali agricoli, popolati soprattutto da contadini. Ceramica tardo-ellenistica è stata infatti trovata presso contrada Canalicchio, riconducibile a un nucleo abitativo che fu successivamente abbandonato e ripopolato nel V secolo d.C.
Secondo lo studioso Gaetano Pottino, Guastanella sarebbe stata parte di una rete cartaginese di postazioni di segnalazione con fuochi.
Nel 241 a.C. al termine della prima guerra punica la Sicilia passò sotto il dominio di Roma. Testimonianze della presenza romana sono emerse nel sito di Terravecchia. Secondo lo storico agrigentino Giuseppe Picone tali luoghi costituivano l'antica Erbesso. Ad avvalorare la tesi vi sarebbe stata la presenza in quei siti di fondamenta di antichi edifici. Polibio narra come i Romani si rifornissero a Erbesso durante l'assedio di Agrigento nella seconda guerra punica. Tale centro è stato anche individuato in prossimità della costa presso Siculiana Marina. Picone insistette invece nell'identificare il sito dell’antica città con il territorio chiamato "Terravecchia", presso l’antico feudo del Modaccamo a nord di Raffadali. Tra gli importanti reperti ritrovati nei dintorni di contrada Terravecchia si ricordano:

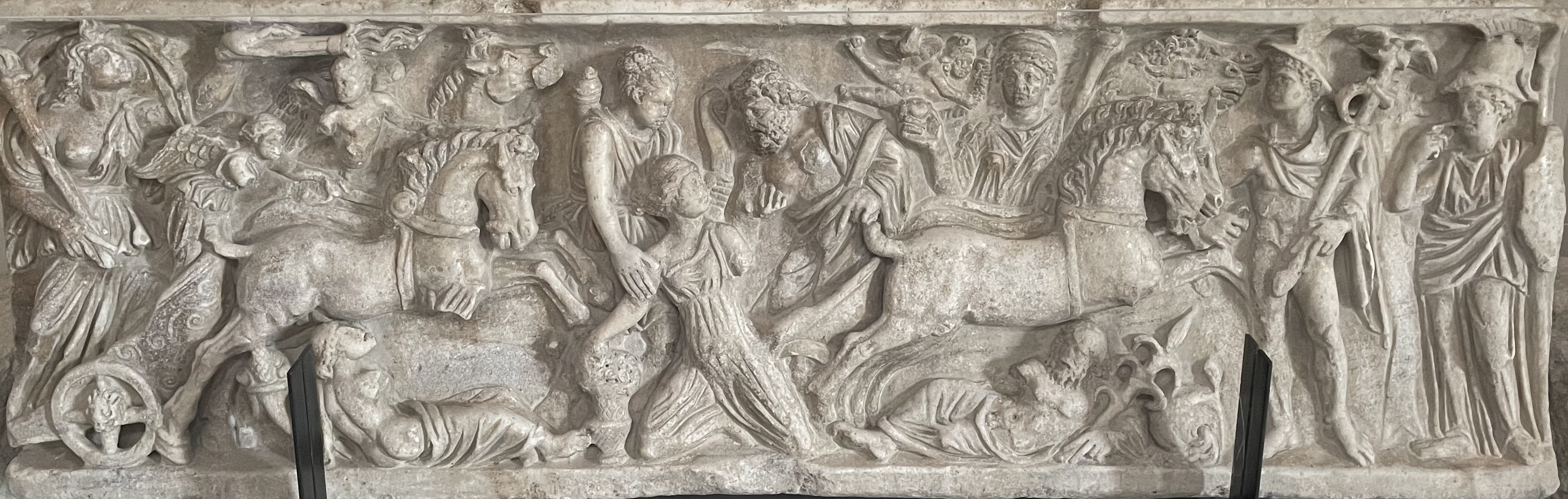
Sarcofago con ratto di Proserpina

- Il Sarcofago con Ratto di Proserpina, ritrovato nel XVI secolo in contrada Grotticelle, a breve distanza da Raffadali, dove sono note anche altre testimonianze del periodo romano.[17] Il sarcofago venne custodito prima nel palazzo dei principi di Montaperto, che in seguito lo donarono alla chiesa madre del paese, dove è tuttora conservato.[18]

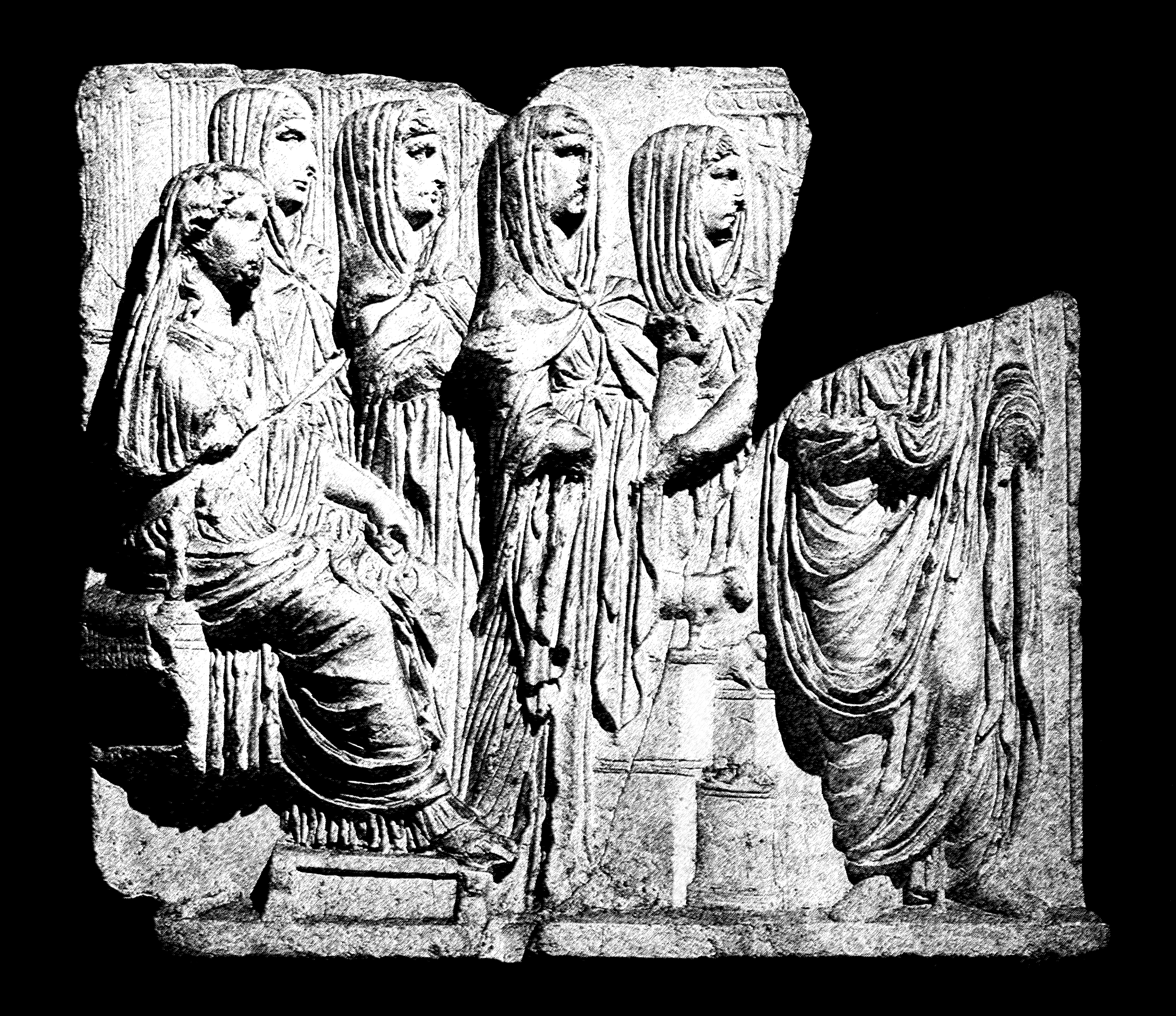
Rilievo delle Vestali

- Il Rilievo delle Vestali,[19] della seconda metà del I secolo d.C., raffigurante sacerdotesse nell'atto di offrire un sacrificio, in presenza di una figura maschile togata.[17]

Tra il II e il III secolo d.C. mutò l'assetto economico e sociale della campagna siciliana. Essenziale per l'economia locale divenne il cursus publicus, le cui stationes coincidevano spesso con i mercati presso i quali aveva luogo lo scambio dei prodotti del territorio. L'insediamento di contrada Terravecchia è stato identificato con la Statio Pitiniana menzionata nell'Itinerarium Antonini.
Dalla fine del III fino alla metà del V secolo d.C. nell’agro raffadalese si affermò l’abitato disperso, segno di un più intenso sfruttamento del territorio in seguito alla riacquisita importanza per Roma della produzione agricola siciliana. In questo periodo il territorio era suddiviso in massae fundorum, raggruppamenti di fondi agricoli, non sempre contigui, che facevano capo a un unico grande proprietario terriero. Oltre alle massae fundorum erano presenti fondi indipendenti.
Nel V secolo, l'invasione dei Vandali mise in crisi il popolamento diffuso. La decadenza delle infrastrutture viarie romane portò all'abbandono dell'insediamento di Terravecchia. Dopo l'VIII secolo scomparve il sistema delle massae fundorum, sostituito da un’organizzazione per distretti, con un insediamento principale collegato a piccoli nuclei. Ne sono esempio i due piccoli nuclei abitati di contrada Butermini, che servivano il più grande agglomerato in località Masseria Genuardi.
Nel 535, durante la guerra gotica, la Sicilia fu conquistata da Belisario e annessa all'Impero bizantino. Risalente al periodo tardo-antico e bizantino sono: la necropoli di Grotticelle, connessa all'insediamento di Terravecchia, nella quale si trovano diverse decine di tombe cristiane a loculo e arcosolio, realizzate sulla parete verticale della montagna; la necropoli scavata nella collina nei pressi della sorgente Safo, con circa quindici grandi tombe a forno.

## Medioevo

### La Raffadali araba: Rahalfadala

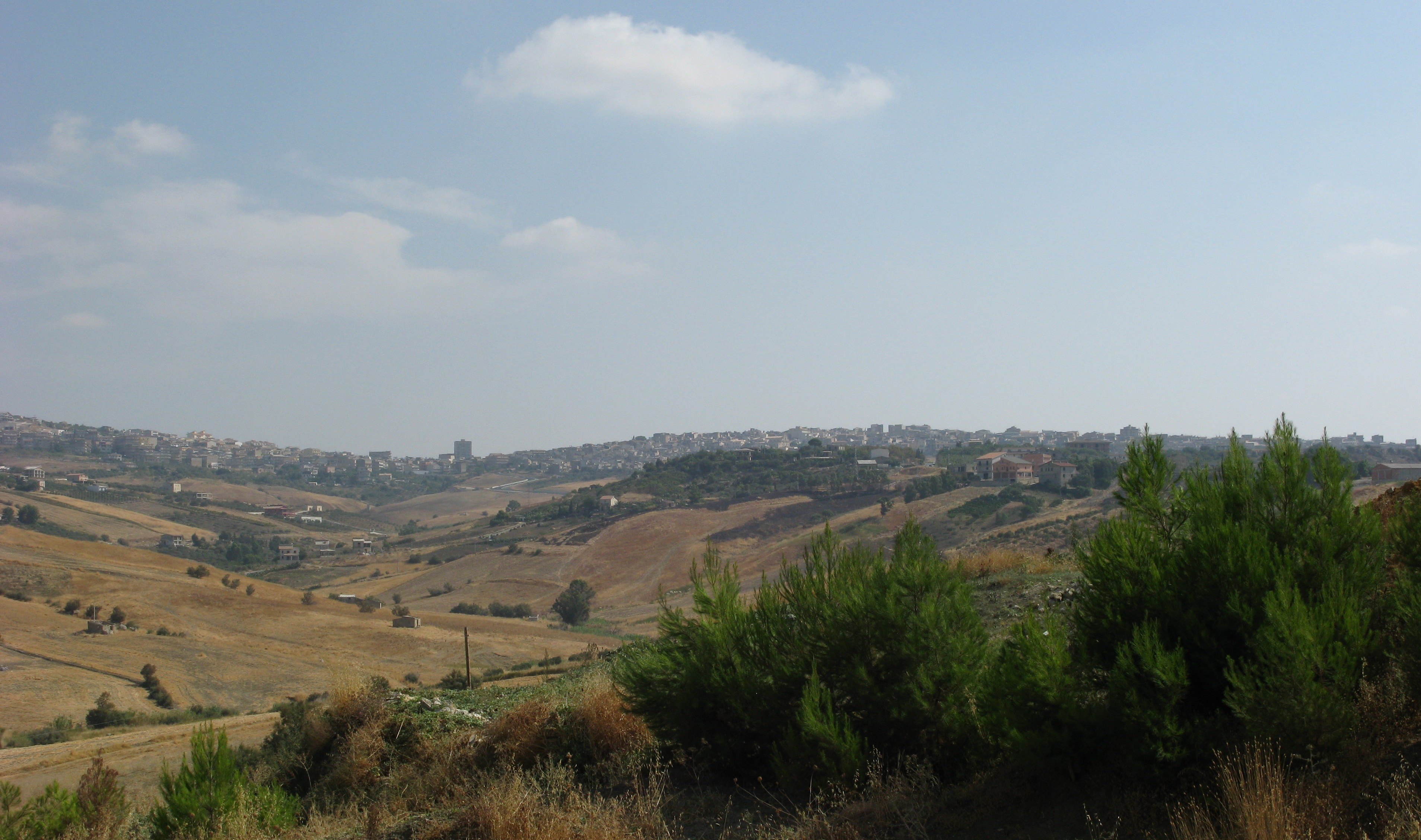
La campagna raffadalese

Tra l'839 e l'840 il territorio di Raffadali fu occupato dai Saraceni che vi introdussero nuove colture (albicocco, carrubo e agrumi), tecniche di coltivazione avanzate e una rete di canali per irrigare i campi. È in questa epoca che nasce il casale di Rahalfdala. Riferisce lo storico Tommaso Fazello:
(Tommaso Fazello, De Rebus Siculis decades II, 1560)
L’antico casale di Rahalfadala è stato identificato con l’insediamento che un tempo sorgeva su un terrazzamento in contrada Terrasi, che è situata a un chilometro dall'odierno abitato di Raffadali.  Nell'area l’acqua era abbondante e per questo le fu attribuito il toponimo di "Fontanelle". Dal terreno affiorano frammenti di ceramiche bizantine, come tegole striate, e cocci di ceramica invetriata e sigillata, che dimostrano come la zona sia stata abitata nel corso del tempo da greci, romani e bizantini. I frammenti di ceramica medievale sono in prevalenza dell’XI secolo.
In seguito alla conquista del Gran Conte Ruggero I solo alcuni documenti si riferiscono a Rahalfadala come "casale". Ciò indurrebbe a ritenere che il villaggio non fosse più abitato nel periodo tra il XIII secolo e il XIV secolo, o che vi fosse una presenza umana insignificante.
Nei pressi di Rahalfadala si ergeva molto probabilmente la fortezza di Bugamo, espugnata e rasa al suolo dai normanni nel 1064. I difensori superstiti furono deportati a Scribla in Calabria. Il monaco benedettino di origine normanna Goffredo Malaterra descrive così la fine della roccaforte araba nella sua cronaca sull'origine dei Normanni in Italia:
(Goffredo Malaterra, De rebus gestis Rogerii Calabriae et Siciliae comitis et Roberti Guiscardi ducis fratris eius, Liber II)
Un'altra tradizione vuole che il casale si estendesse dal quartiere di San Giovanni al quartiere di Torrazza, nella parte più antica del centro storico di Raffadali. Il toponimo "Torrazza" deriverebbe dall'antica presenza di una torre di avvistamento.

### Il Regno di Sicilia

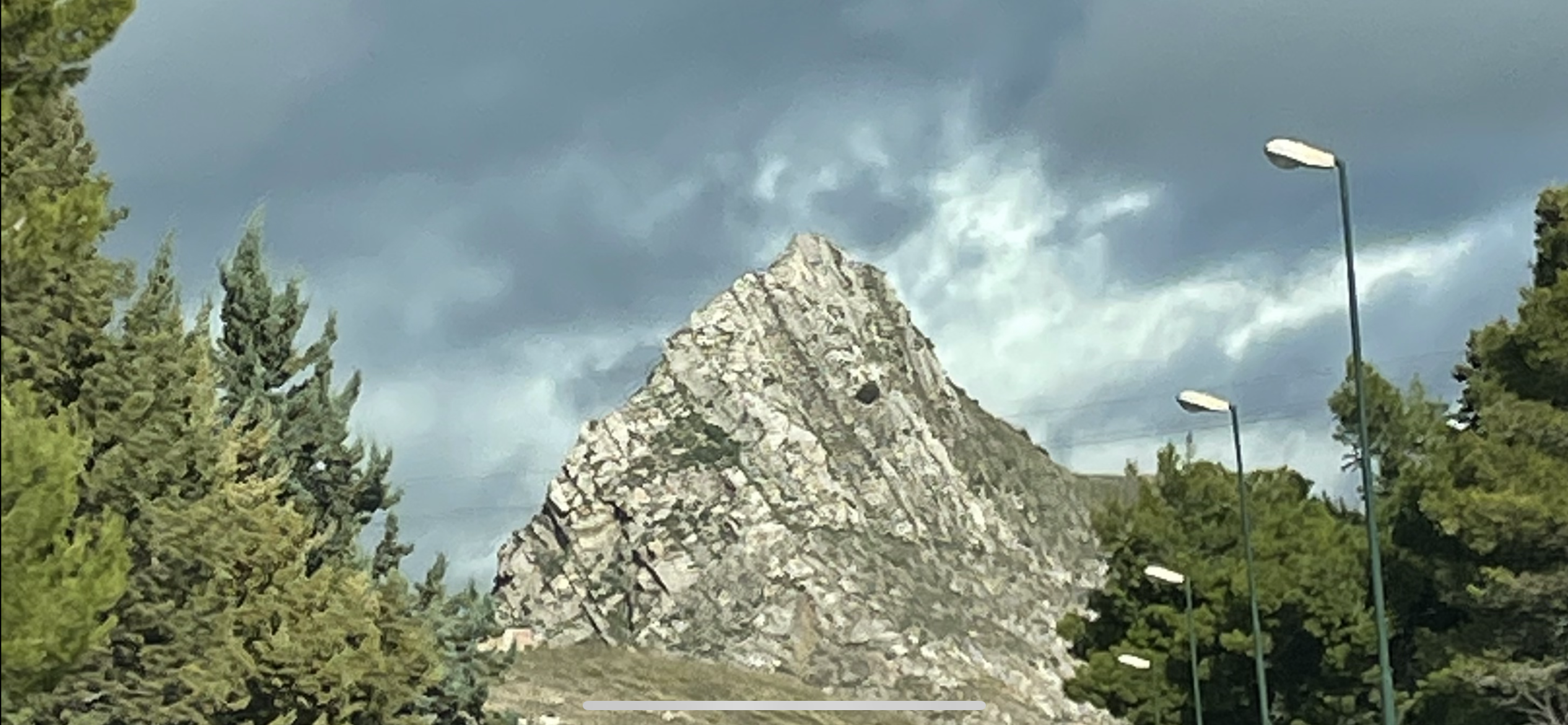
Monte Guastanella

Due secoli dopo, l'invasione normanna degli Altavilla pose fine all'Emirato di Sicilia. Dalla fondazione della Contea di Sicilia fino al 1177 non risulta l'esistenza di alcun significativo agglomerato con il toponimo Raffadali, ma prima di quella data emerge dai registri della diocesi l'esistenza di una comunità detta "Cattà" o un feudo di Catal, che sarebbe stata concessa dal Gran Conte Ruggero I di Sicilia al vescovo Gerlando di Agrigento nel 1092, anno della costituzione della diocesi di Agrigento. Secondo il Libellus de successione pontificum Agrigenti (codice membranaceo compilato tra il 1250 e il 1260 durante il vescovato di Rainaldo Acquaviva), Catal era un feudo cum centum villanis, luogo che una volta la settimana ospitava un mercato, oltre che sede di un balneum pro tota regione.  È stato ipotizzato che fosse l'al-Qatta menzionato dal geografo siculo arabo Muhammad al-Idrisi, ma Michele Amari ha criticato questa identificazione. L'insediamento era ancora abitato nel XIII secolo, come si può desumere dalla presenza dei nomi di due suoi abitanti, "Martinus" e "Nicolaus de Catta", in due distinti documenti. Nel XIV secolo due fonti testimoniano l'esistenza di un casale "Capte" e di un altro di nome "Cacta", che probabilmente corrispondono a Cattà.
In questo periodo il territorio di Raffadali venne inquadrato in un assetto territoriale e amministrativo tipico del feudalesimo. Entrò a far parte di una circoscrizione territoriale della diocesi di Agrigento, comprendente 54 comuni, che doveva versare alla chiesa un tributo annuo, la decima.
I Montaperto facevano risalire infatti la propria origine a Giorlando Montaperto, soldato di Ruggero, che, al tempo della conquista normanna dell'Emirato di Sicilia, avrebbe espugnato la fortezza araba di Guastanella, il cui comandante era un certo Alì. I principi di Raffadali basavano questo racconto su un privilegio, in seguito riconosciuto apocrifo, con cui il Gran Conte Ruggero, per premiare il valore di Giorlando, avrebbe concesso a quest'ultimo la "raffa", cioè la terra, appartenuta ad Alì.
Tuttavia nei documenti più antichi il paese era denominato "Rahalfadala", mentre della "raffa di Alì" non vi è alcuna traccia al di fuori del documento apocrifo. Per questo motivo, gli storici, scartata l'antica leggenda della "raffa di Alì", individuarono l'origine del toponimo nell'arabo "Rahl-Afdal", che significa "villaggio eccellentissimo".

Stemma della famiglia Montaperto

Il privilegio riporta che il 7 ottobre 1095 il Gran Conte di Sicilia Ruggero I avrebbe concesso a Giorlando Montaperto, figlio di Giovanni Matteo e Ulla Passaneto, la terra di Raffadali, e gli avrebbe attribuito il blasone con le nove rose, per aver strappato il castello di Guastanella ad una guarnigione araba, capeggiata da Alì. Giorlando Montaperto sarebbe così divenuto il padrone della fortezza e della raffa, ossia le terre circostanti:
Il privilegio del 1095 è un falso storico che mirava a celebrare la grandezza e l'antichità dei Montaperto. Secondo Goffredo Malatesta Ruggero soggiogò Guastanella, insieme ad altre roccaforti arabe, nel 1087. I normanni non espulsero la comunità araba di Guastanella, ma si limitarono a creare un vincolo di subordinazione. Questo assetto delle relazioni tra arabi e normanni durò per oltre un secolo, e fu imposto dalla difficoltà di dominare completamente territori abitati da una popolazione islamica numerosa, che avrebbe potuto facilmente ribellarsi. Il castello di Guastanella fu infatti usato ancora dai musulmani come luogo di deportazione. Qui fu imprigionato il vescovo di Agrigento Ursone. Riporta, infatti, una pergamena, nota come il diploma di re Manfredi di Sicilia, datata 20 giugno 1250, conservata presso la curia agrigentina e in seguito inserita nel terzo volume dei "Privilegi":
Il vescovo Ursone fu infine riscattato in seguito al pagamento della somma di 5000 tarì.

### Periodo delle Dinastie sveva e angioina
Gli arabi non si piegarono facilmente alla corona. Essi si asserragliarono in alcune fortezze nelle regioni centrali e occidentali, tra cui la roccaforte di Guastanella. Federico II di Svevia decise, infine, nel 1220, di espellere i rimanenti gruppi musulmani (la massima parte era tornata in Nord Africa), o almeno i gruppi meno fedeli (tra cui principalmente la rimanente élite islamica), e deportarli nell'Italia continentale, a Lucera.
In seguito ai disordini scoppiati nell'isola tra il 1190 e il 1250, le antiche comunità musulmane scomparvero. Il sistema (esistente già nel periodo tardoantico) del popolamento diffuso dei territori, costituito da una rete di casali e fortificazioni arabi, collassò. La dura repressione, che seguì ai conflitti con gli arabi, portò a un declino demografico della campagna siciliana, come dimostra lo stato di crisi in cui si trovò la Chiesa Agrigentina, priva delle entrate provenienti dai casali arabi ormai abbandonati. Pochi centri sopravvissero. La popolazione si spostò verso pochi nuclei abitati fortificati. I tenimenta terrarum, e successivamente i feuda, sostituirono i casali, ridisegnando il paesaggio raffadalese.
I Montaperto probabilmente tentarono di reinsediare una comunità nel territorio che comprendeva Raffadali e Guastanella. Ne è prova il toponimo locale di Poggio di Terranova, dietro il quale si celerebbe la rifondazione di un villaggio,  riusando molto probabilmente precedenti strutture abbandonate. Il tentativo fu, con ogni probabilità, infruttuoso. Ne è dimostrazione il registro di re Martino I di Sicilia, che parla semplicemente di feuda di Gruttichelli, Buterni, e Rachalfadale.
Nel 1271 il casale di Rahalfadala insieme a quello di Boalgini fu concesso al miles Bartolomeo Nigrello de Belmonte. Tornò ai Montaperto per permuta nel 1289. Il contratto di permuta offre una descrizione del feudo, dove era molto praticata la viticoltura, e in cui scorreva un cursus aque Rahalfadal di incerta identificazione. Il territorio raffadalese era delimitato ad est da un flumen quod descendit de fabarie Guastanelle, in cui è possibile ravvisare il vallone di Monte Famoso, a sud-ovest da un mons saxosus in corrispondenza della divisio terrarum Buagimi, mentre il confine settentrionale era formato da un serronem qui dicitur marnisij, l’odierna contrada Manaresi, e da un portum et viam que vadit versus Guastanellam.
In alcuni documenti si parla di un viridarium, ossia un verziere, a Buagimi.

Stemma del ramo siciliano della famiglia Fiorentina degli Uberti

Tra il 1221 e il 1232 Federico II tornò in Sicilia dopo aver combattuto una guerra in Germania contro Ottone IV di Brunswick, combatté gli arabi, li sconfisse e distrusse anche la fortezza di Guastanella. Del castello oggi restano poche rovine.
Il territorio di Raffadali fece parte del Vallo di Girgenti, che nella prima metà del XIII secolo si estendeva dal Canale di Sicilia al Mar Tirreno, comprendendo 
(Lodovico Bianchini)
L'istituzione del Vallo di Girgenti o di Agrigento viene fatto risalire al regno di Federico II di Svevia, poiché la prima menzione è del 1233.

### Il Regno di Trinacria sotto la dinastia aragonese
Al tempo delle guerre del Vespro, la baronia di Raffadali passò a Scaloro, figlio di Giovanni, esponente di una nota famiglia ghibellina originaria di Firenze, quella degli Uberti, che faceva allora parte della cosiddetta fazione latina. A seguito degli scontri fra le fazioni nel 1340, Scaloro venne accusato di tradimento e subì la privazione delle proprietà e del feudo di Assoro, che fu assegnato a Giovanni d'Aragona duca di Randazzo. Scaloro riottenne i feudi dopo il 1347, grazie ad un atto di clemenza del re Federico IV di Sicilia. Nel 1351 Scaloro degli Uberti si ribellò nuovamente. Scaloro fu ucciso dai suoi vassalli. Il nipote Giovanni perirà durante la sollevazione contro Martino I di Sicilia. I suoi beni furono confiscati.
Antonia degli Uberti rivolse una supplica a Martino I per la restituzione dei feudi tolti al casato. Il sovrano accolse la sua supplica nel 1398. Antonia sposò Luigi Montaperto, figlio di Lamberto Montaperto. Loro figlio fu Gaspare Montaperto.
Nel XIV secolo è documentata la presenza di un villaggio, dalla struttura sociale ben organizzata, dotato di una parrocchia, la chiesa di San Leonardo, oggi non più esistente. Il primitivo borgo era detto Raalfala, secondo i registri delle rendite ecclesiastiche della diocesi di Agrigento. Un antico documento riporta che il reale cappellano Osimio Sanzio versò, tra il 1308 e il 1310, 12 tarì alla chiesa di San Leonardo di Raffadali:
Nel testamento, risalente al 1362, di Isabella Chiaromonte, consorte del barone Lamberto Montaperto, Raffadali è così descritta:
Dal suddetto documento si ricava che nel XIV secolo i termini casale e tenimentum erano considerati sinonimi e in quanto tali erano intercambiabili.
Del XV secolo sono pervenute poche testimonianze. Dopo l’abbandono di molti casali l’agrigentino era dominato dal grande latifondo spopolato. Solo a Raffadali si segnala la presenza di attività di una qualche importanza, quali due forni per ricavare malta dal calcare e un turcolare.
Un documento del 1459 segnala la presenza di saline nel feudo di Raffadali.
|                                         | |                                            |                                   |           |          |          |         |                                            |                                                      |                                    |                                    |       |                        |                        |          |          |
|                                         | |                                            |                                   |           |          |          |         |                                            | Lamberto Montaperto Signore di Rachalfadali, Cometi, |                                    |                                    |       |                        |                        |          |          |
|                                         | |                                            |                                   |           |          |          |         |                                            |                                                      |                                    |                                    |       |                        |                        |          |          |
|                                         | |                                            |                                   |           |          |          |         |                                            |                                                      |                                    |                                    |       |                        |                        |          |          |
|                                         | |                                            |                                   |           |          |          |         | Bartolomeo Montaperto Signore di Raffadali | Bartolomeo Montaperto Signore di Raffadali           | Marchisia 1 sp. Bartolomeo Garresi | Marchisia 1 sp. Bartolomeo Garresi |       |                        |                        |          |          |
|                                         | |                                            |                                   |           |          |          |         |                                            |                                                      |                                    |                                    |       |                        |                        |          |          |
|                                         | |                                            |                                   |           |          |          |         |                                            |                                                      |                                    |                                    |       |                        |                        |          |          |
|                                         | Lamberto junior 1 sp. Isabella Chiaromonte                                                                            | Lamberto junior 1 sp. Isabella Chiaromonte | Francesco                         | Francesco | Beatrice | Beatrice | Giacomo | Giacomo                                    | Violante                                             | Violante                           | Clara                              | Clara | Giovanni il «Catalano» | Giovanni il «Catalano» | Caterina | Caterina |
|                                         | |                                            |                                   |           |          |          |         |                                            |                                                      |                                    |                                    |       |                        |                        |          |          |
|                                         | |                                            |                                   |           |          |          |         |                                            |                                                      |                                    |                                    |       |                        |                        |          |          |
|                                         | Ludovico Montaperto Signore di Raffadali, Gruttichelli, Butermini, Cometi 1 sp. Antonia Uberti, 2 sp. Mattia Carretto |                                            |                                   |           |          |          |         |                                            |                                                      |                                    |                                    |       |                        |                        |          |          |
|                                         | |                                            |                                   |           |          |          |         |                                            |                                                      |                                    |                                    |       |                        |                        |          |          |
|                                         | |                                            |                                   |           |          |          |         |                                            |                                                      |                                    |                                    |       |                        |                        |          |          |
| Giangaspare Signore di Raffadali, Gatta | Giangaspare Signore di Raffadali, Gatta                                                                               | Antonello Signore di Gruttichelli          | Antonello Signore di Gruttichelli |           |          |          |         |                                            |                                                      |                                    |                                    |       |                        |                        |          |          |

## Età moderna
La storia di Raffadali durante l'epoca moderna è intrecciata alla storia dell’isola e in special modo agli eventi legati al dominio iberico. Durante la dominazione spagnola sulla Sicilia la funzione di governo era esercitata tramite un viceré. Questa situazione iniziata nel 1516, sotto il regno di Carlo V, si protrasse fino al 1713, anno in cui l'isola passò sotto il dominio della dinastia sabauda.

### La fondazione dell’attuale centro abitato

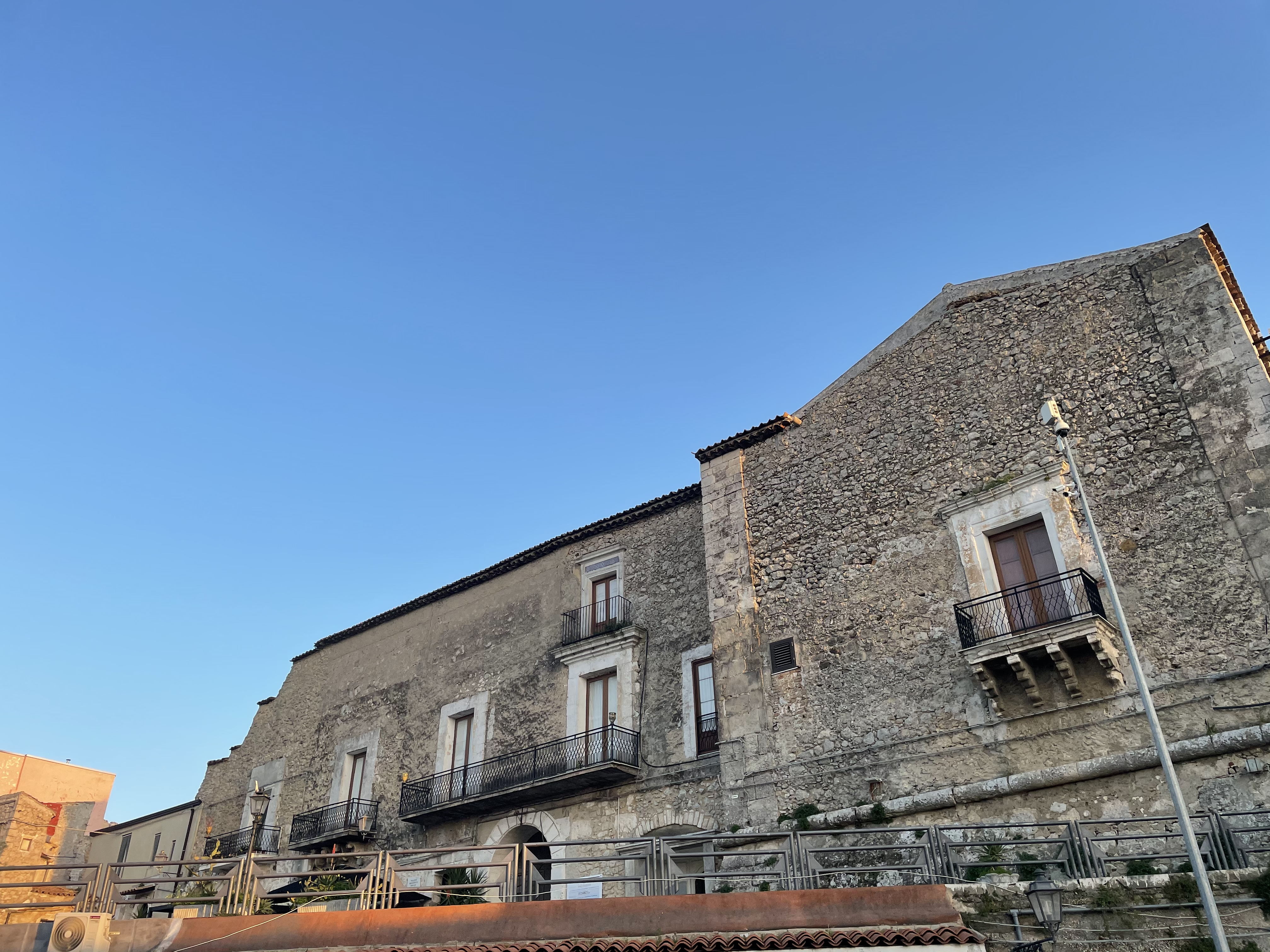
Palazzo dei principi Montaperto

Nel 1507 Pietro Montaperto ottenne dal re Ferdinando II d'Aragona la licentia populandi per l’espansione dell'agglomerato urbano (la licenza comprendeva il privilegium aedificandi, ossia il permesso di intraprendere la costruzione del borgo, che spesso avveniva nel luogo di una preesistente residenza feudale, un casale, un castello o un baglio).
La licenza poteva essere concessa dal Re o dai Viceré ai baroni, sia come riconoscimento per i servigi resi alla corona, sia, più frequentemente, dietro pagamento di una somma alla tesoreria Regia generale di Sicilia. Nel 1523, secondo Rocco Pirri, Pietro Montaperto restaurò l’antico casale arabo.
Ebbero subito inizio i lavori di consolidamento del castello e di costruzione della chiesa madre. A difesa dell’abitato fu eretto un muro perimetrale e fu scavato un fosso:

(Placido Carraffa, Sicaniae descriptio, 1653.)
Per tutto il XVI secolo il centro urbano si espanse, grazie all'insediamento di molti nuclei familiari in fuga dalla zona costiera soggetta a frequenti incursioni di corsari barbareschi.
L’antico casale arabo si arricchì di nuovi edifici e nuove chiese (chiesa di Sant'Antonio da Padova, chiesa di San Domenico, chiesa del Carmelo) e conventi (convento dell’Ordine dei carmelitani scalzi, convento dell’Ordine dei frati predicatori, convento dell’Ordine dei frati minori conventuali), nonché altri edifici religiosi minori.
Pietro Montaperto sposò Eleonora Speciale. Dal matrimonio nacquero Girolamo, Niccolò e Bartolomeo. A Pietro successe Niccolò.
Niccolò Montaperto fu nominato capitano d’armi, carica che gli conferiva ampi poteri civili e militari nell'ottica della difesa del territorio dalle sempre più frequenti scorrerie dei pirati.
Al barone Niccolò fu concesso il mero et mixto imperio il 12 agosto 1558. Il mixto imperio era il potere di giudicare le cause di minore entità, o bassa giustizia, mentre il mero imperio era il potere di giudicare le cause penali maggiori. A Raffadali fu istituita una corte capitanale, che comprendeva un capitano giustiziere, un giudice fiscale, un giudice criminale e un mastro notaro. Il tribunale amministrava la giustizia nel feudo.
A Niccolò Montaperto successe il figlio Pietro che ereditò indivisi i possedimenti paterni in virtù del diritto di maggiorasco.
Pietro sposò la cugina Eleonora Montaperto Pujades. Al loro figlio Nicolò si deve la fondazione di Santa Elisabetta in seguito alla concessione regia dell'8 febbraio 1610.

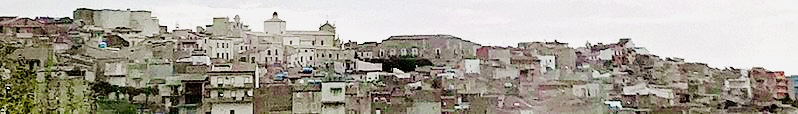
Centro storico di Raffadali

### Il XVII secolo

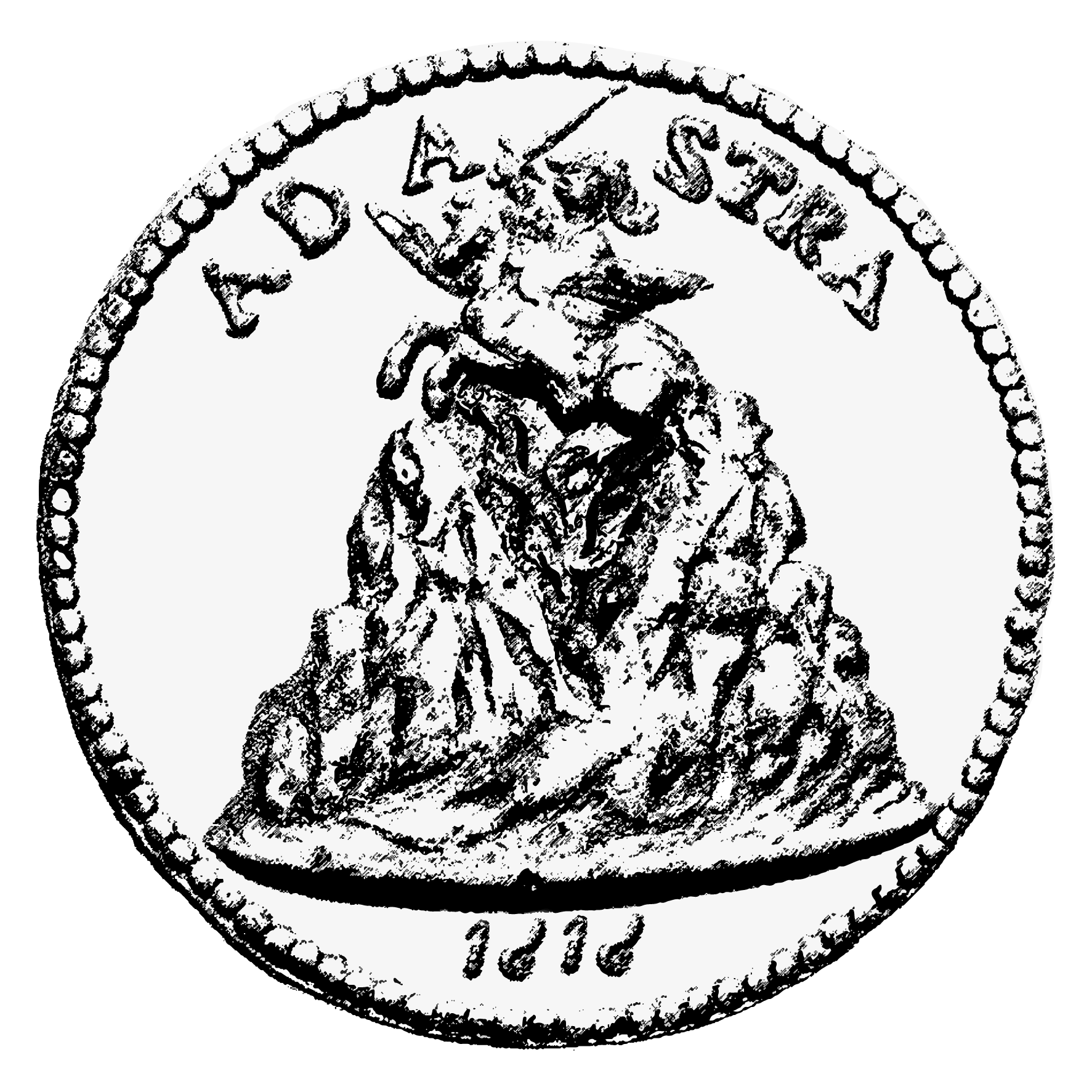
Medaglia di Elisabetta Valguarnera Niscemi di Montaperto, con il motto dei Montaperto e la figura del cavaliere che fuoriesce da una montagna di fuoco

Nel 1612 famiglie in gran parte provenienti dalla Universitas di Raffadali e da Agrigento parteciparono alla fondazione di Cattolica Eraclea, avvenuta licentia populandi, ottenuta da Blasco Isfar et Corillas dal Re di Spagna. Nei pressi di Raffadali e Agrigento era attestata una Giudecca, e questo spiegherebbe la probabile origine ebraica di molti cognomi delle prime famiglie che si insediarono nel nuovo centro. I contadini raffadalesi si stabilirono a Cattolica Eraclea spinti dal peso crescente dei tributi imposti dal barone Bernardo Montaperto, a quel tempo fortemente indebitato.
Nel maggio 1647 scoppiò a Palermo una ribellione contro il dominio spagnolo. La rivolta prese le mosse dalla situazione di crisi economica in cui versava l’isola, situazione che aveva già reso difficile l’approvvigionamento di Girgenti. A ciò si aggiungeva una eccessiva pressione fiscale. La rivolta raggiunse Girgenti. Il vescovo di Agrigento Francesco Traina, già in difficili rapporti con il sindaco Giuseppe D'Ugo, dapprima tentò di calmierare il prezzo del grano. I provvedimenti si rivelarono efficaci solo provvisoriamente, non bastando a evitare la sollevazione popolare. Il viceré incaricò il marchese Giuseppe Niccolò Montaperto di sedare la rivolta degli agrigentini contro il vescovo, che gli agrigentini accusavano di averli ridotti in miseria.
Il marchese, assistito da un grande numero di vassalli delle terre di Raffadali e di Montaperto, catturò e fece impiccare Barcellino, Filippo Miccichè, e uno dei due fratelli Migliorini, capi dei rivoltosi, ponendo fine alle violenze.
Nel 1650 per premiare il coraggio e la fedeltà dei Montaperto, Filippo IV di Spagna insignì la famiglia feudataria di Raffadali del titolo principesco.

Stemma della famiglia Montaperto insignita del titolo principesco

Francesco Montaperto, figlio di Giuseppe Niccolò Montaperto e di Lucrezia Bonanno, divenne principe il 14 aprile 1672.
Alla fine del XVII secolo altri 111 contadini provenienti da Raffadali si trasferirono a Cattolica Eraclea, in seguito a contrasti insorti con l’allora signore di Raffadali Bartolomeo Montaperto Valguarnera. Il “quartiere Rafadalisi” di Cattolica Eraclea serba tuttora, nel toponimo, il ricordo dell’origine raffadalese di una consistente parte dei fondatori.

### Il XVIII secolo
Dal 1713 al 1718 Raffadali vide la Dinastia dei Savoia al potere. Il principe Ottavio Montaperto fu gentiluomo di camera di re Vittorio Amedeo II di Savoia. Successivamente il Regno di Sicilia passò agli austriaci fino al 1734. Sotto la dinastia dei Borboni la Sicilia tornò ad essere formalmente e sostanzialmente un regno indipendente dal 1734 al 1816, con i regni di Sicilia e Napoli separati, ma in unione personale. Nel 1816 fino al 1860, la Sicilia perse la sua plurisecolare indipendenza e venne annessa al Regno delle due Sicilie.
Nel marzo del 1776, dopo aver ottenuto dei finanziamenti dal governo francese, il pittore e incisore Jean-Pierre Houël intraprese il suo secondo viaggio in Sicilia. Durante il suo soggiorno nell’isola, tra i luoghi da lui visitati vi fu Raffadali, di cui parla nel quarto volume della sua opera Voyage pittoresque des isles de Sicile, de Malta et de Lipari. 
L'ultimo signore di Raffadali, prima dell'abolizione del feudalesimo, fu Salvatore Montaperto Valguarnera.

## Età contemporanea

### Il Regno di Sicilia (1735-1816)

Carta catastale di Raffadali del XIX secolo.
O, Piano del Calvario; P, Largo del Convento; Q, Largo di Sant’Antonio; R, Piano del Carmelo; S Largo del Castello; T, giardino del castello; V, Piano del Rosario.

Tra il 18 giugno e il 7 novembre 1812, il Parlamento siciliano, su convocazione del re Ferdinando III di Sicilia, a seguito di varie sedute, sancì l'abolizione del sistema feudale nell'isola. La nuova costituzione, inoltre, stabilì che la Sicilia avrebbe dovuto essere in regno indipendente da ogni altro. Il Regno di Sicilia nel suo complesso fu suddiviso in 23 unità amministrative principali, i distretti, ognuno dei quali rappresentava una circoscrizione elettorale, giudiziaria e finanziaria. Ai cittadini con un certo censo era concesso il diritto di eleggere un consesso civico (la cui funzione era quello di amministrare i comuni) e i rappresentanti presso la camera dei comuni. Il consiglio eleggeva un magistrato municipale. In conseguenza di questo riassetto amministrativo Raffadali entrò a far parte del Distretto di Girgenti.
Nel 1813, dopo l'abolizione della feudalità avvenuta l'anno precedente, contadini provenienti da Raffadali fondarono Giardina Gallotti.

### Il Regno delle due Sicilie

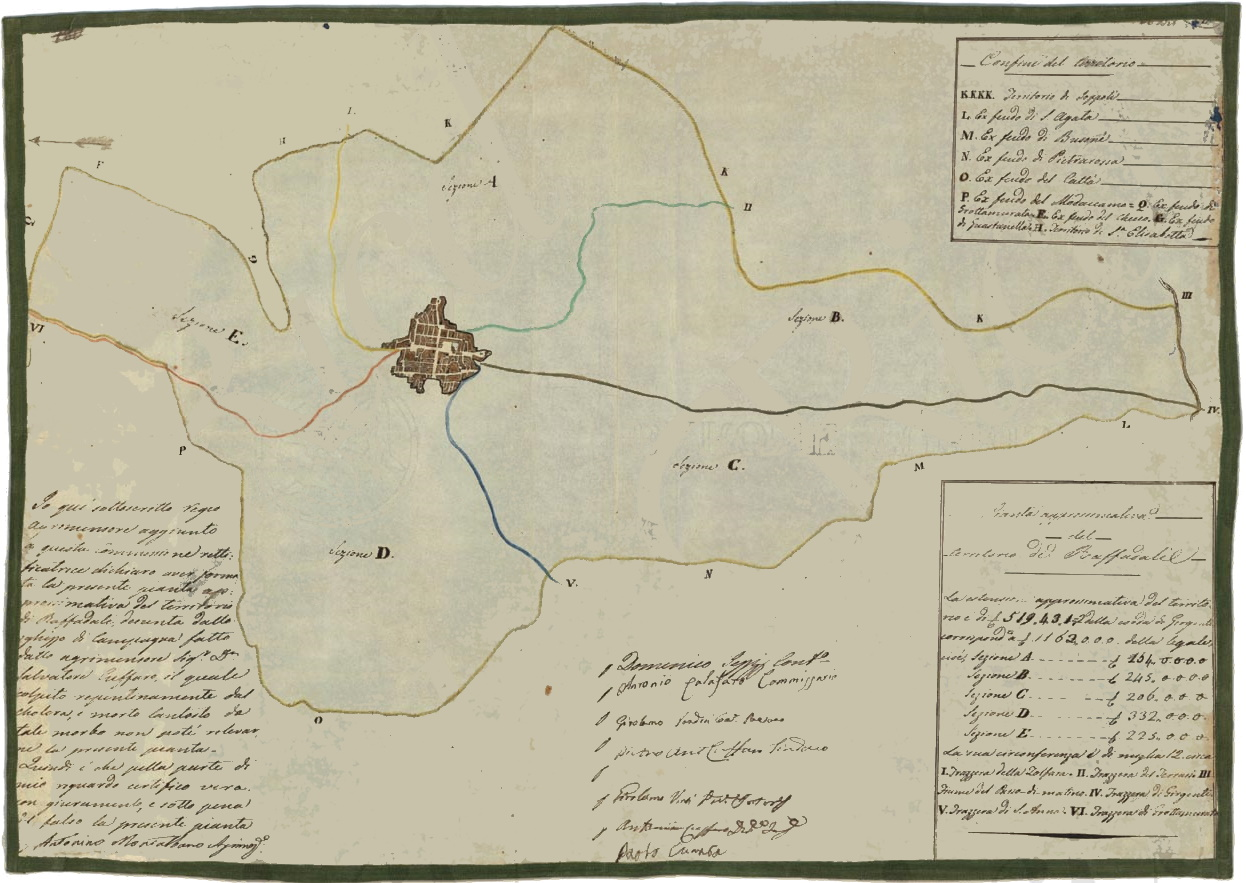
Mappa del territorio di Raffadali, 1843 circa

Raffadali fu capoluogo di circondario di terza classe. I circondari del Regno delle Due Sicilie rappresentavano il terzo livello amministrativo dello stato borbonico, ponendosi in posizione intermedia tra il distretto e il comune.
Istituiti a seguito della fusione del Regno di Napoli con il Regno di Sicilia nel 1816, vennero soppressi in seguito all'impresa garibaldina e all'annessione al Regno di Sardegna.
Le funzioni attribuite al circondario consistevano essenzialmente nell'amministrazione della giustizia: tali funzioni giudiziarie erano affidate a un giudice di circondario, un magistrato, che risiedeva nel comune capoluogo di circondario, di nomina regia, con competenza in materia civile e penale. Inoltre, nei centri in cui non erano presenti commissariati di polizia, al Giudice di Circondario era affidata anche la polizia ordinaria e giudiziaria.

### Il periodo risorgimentale

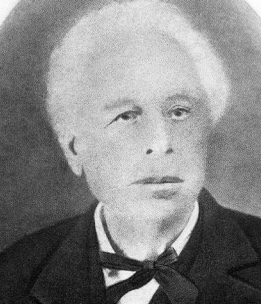
Giuseppe Serroy

A partire dagli ultimi mesi del 1847 la Sicilia fu pervasa da un clima di agitazione che sfociò nell'insurrezione di Palermo del 12 gennaio 1848. Nel volger di un mese le forze del neocostituito Comitato Generale, che voleva ripristinare la Costituzione del 1812 e voleva annettere il Regno Siciliano al progetto di Federazione Italiana, liberarono la città dalle forze fedeli ai Borboni. A Raffadali fu costituito un Comitato civico di notabili che avrebbe dovuto far pervenire la propria adesione alla città di Palermo.
Il comitato civico era costituito da: Vincenzo Maragliano, presidente,  Domenico D’Alessandro, vicepresidente, Gaspare Diana, Gioacchino Di Stefano, e Antonino Catuara, segretario.
Si formarono altresì i seguenti comitati: “Sicurezza e Giustizia“, composto da Gaetano Gueli,  presidente, Salvatore Vassallo, vicepresidente, Giovanni di Stefano, segretario, Salvatore Curaba, e Libertino Bellomo; “Finanze”, i cui membri erano Cordova, presidente e arciprete del paese, Stefano Mangione, vicepresidente, Giuseppe Costanza, segretario, Giuseppe Di Stefano, e Stefano La Rizza.
Il Comitato civico raffadalese oppose un netto rifiuto al tentativo di alcuni criminali, appena scarcerati, di farsi assoldare come guardia municipale. Fu anzi emanato un bando con misure molto rigide verso chi avesse precedenti penali, e che prevedeva il divieto a questi ultimi di riunirsi.
Nello stesso anno, sulla scorta degli eventi susseguenti alla rivoluzione del 12 gennaio scoppiata a Palermo, il principe di Raffadali Bernardo Montaperto, il medico e poeta raffadalese Giuseppe Serroy e l’avvocato raffadalese Giuseppe Drago presero parte al Parlamento siciliano che proclamò l’indipendenza dell’isola dal regno borbonico.

### Il Regno d’Italia

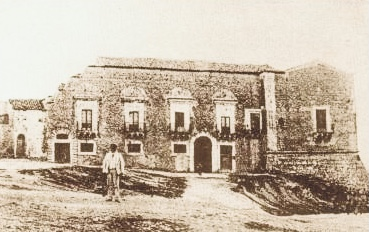
Palazzo Principe intorno al 1890

Raffadali seguì le sorti dell’isola, divenendo con essa parte del Regno d'Italia nel 1861. Anche a Raffadali il voto plebiscitario vide una notevole maggioranza a favore dell’annessione alla monarchia sabauda. Nel plebiscito del 21 ottobre 1860 furono espressi 1.700 voti favorevoli.
Intorno al 1860 fu realizzata la via Nazionale, che tagliò il paese in due parti. Il materiale di riporto fu in gran parte ammassato intorno al castello.
Nel 1896, alla morte dell’arciprete Di Stefano, Gaetano Gueli fu designato quale nuovo arciprete di Raffadali. A causa della sua parentela con l’omonimo don Gaetano Gueli, un sacerdote, nativo di Raffadali, che si narrava fosse a capo di una banda di malfattori (le famigerate anime del Purgatorio), la nomina fu osteggiata da molti raffadalesi. Ciò portò don Gaetano Gueli a rinunciare all'arcipretura, nonostante avesse spinto perché iniziassero i lavori del nuovo campanile della Chiesa di Santa Oliva, conclusisi nel 1901.
Nel 1909 fu reistituita la pretura di Raffadali, dopo la sua soppressione con legge del 1890. Nel 1911 furono portati a termine i lavori della diramazione dell'acquedotto del Voltano che avrebbe rifornito Raffadali di acqua potabile proveniente dalla sorgente Gravotta, presso la valle del Voltano. L'acquedotto fu realizzato su iniziativa di alcuni comuni agrigentini organizzatisi in consorzio. L’arrivo dell’acqua del Voltano fu celebrato con l’installazione di un pubblico abbeveratoio in quella zona del paese che da allora fu chiamata il "Voltano".
Nel corso della prima guerra mondiale Raffadali contò un elevato numero di caduti tra i propri abitanti che combatterono nel conflitto. I nomi dei caduti sono oggi riportati nel monumento dedicato alla loro memoria, che il 4 novembre di ogni anno, in occasione della Festa delle Forze Armate, viene adornato da una corona ricoperta da una fascia tricolore.
Raffadali fu uno dei centri siciliani maggiormente attivi nella storia del movimento contadino a partire dai Fasci siciliani. Nel 1921, a seguito della scissione di Livorno, il raffadalese Cesare Sessa aderì al Partito Comunista d'Italia, di cui entrò nello stesso anno nel comitato centrale e di cui fu segretario comunale della provincia di Agrigento dal 1922 al 1925.
Nel 1923 Raffadali fu tra i comuni il cui consiglio comunale fu sciolto, senza rispettare la legge, dal governo Mussolini. L'illegittimo scioglimento fu denunciato dal deputato socialista Giacomo Matteotti nel libro Un anno di dominazione fascista.
Nel 1926 avvenne il distacco della frazione di Joppolo Giancaxio, che era stata borgata di Aragona fino al 1892, prima di essere aggregata a Raffadali.
Nel 1927 fu installato un impianto di pubblica illuminazione in tutte le strade del centro abitato.

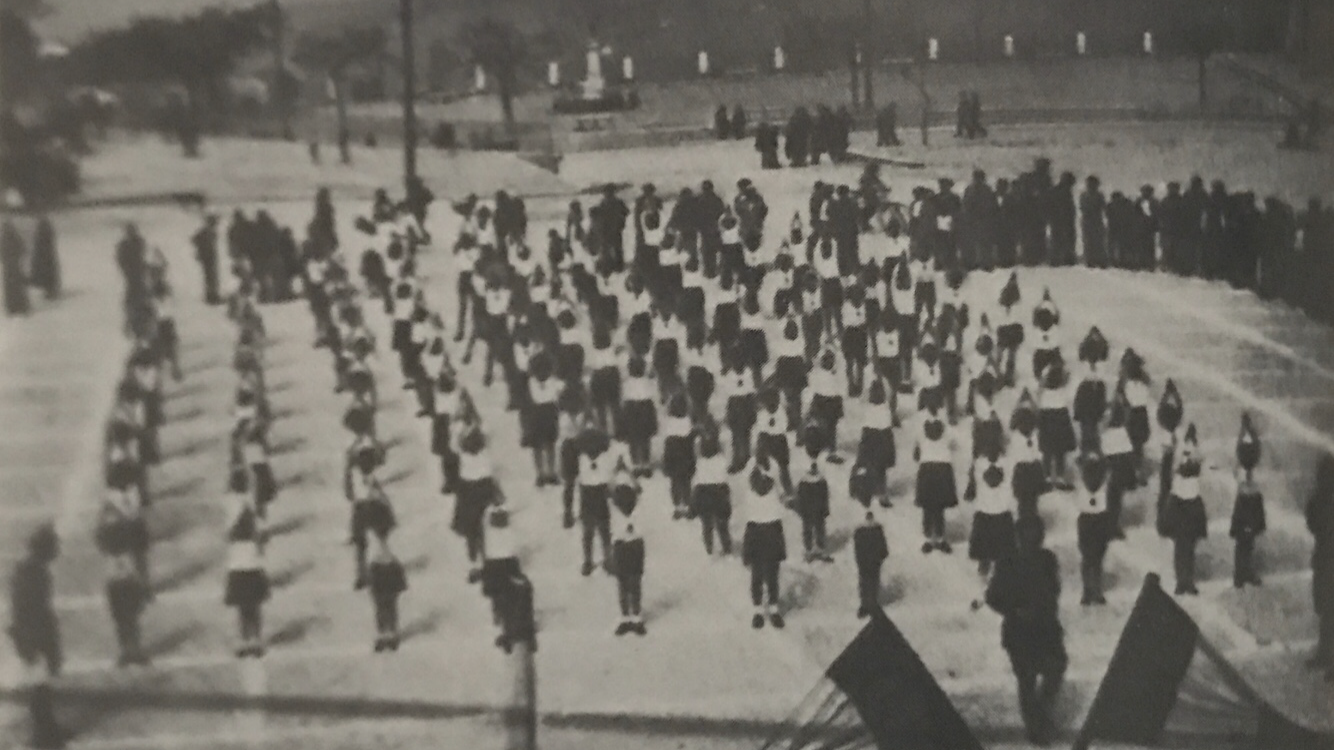
Manifestazione del regime, Raffadali, anni trenta

Nel corso del ventennio fascista, anche Raffadali si conformò ai modelli e agli esempi imposti alla società italiana dal Partito Nazionale Fascista. La ginnastica assurse a un ruolo di grande rilievo in considerazione della sensazione di coesione e di forza che le esercitazioni trasmettevano. I periodici saggi ginnici avevano luogo presso Piazza Castello.

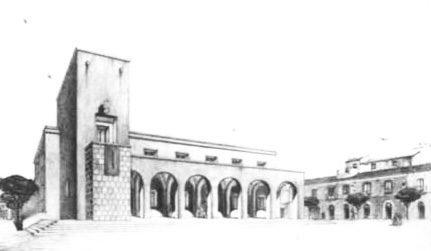
Casa Littoria di Raffadali

L’importanza assunta dal fascio locale in ambito provinciale fece sì che venisse decisa la costruzione di una nuova Casa Littoria, su progetto dell’ing. Vittorio Ricci, che ne diede la seguente descrizione nella sua relazione:
Nell’aprile del 1941 avvenne il trasferimento di 414 buste di materiale pregevole, proveniente dall’archivio di stato di Agrigento, presso la locale caserma dei carabinieri. I documenti furono custoditi in 10 casse e resi all’archivio il 29 agosto 1945.
Nell'estate del 1943 ebbe inizio l’operazione Husky, che vide lo sbarco degli alleati in Sicilia. Raffadali fu conquistata il 17 luglio 1943. Nel paese si costituì un comando alleato agli ordini del capitano americano Maeder Monroe. Dopo la caduta del regime fascista, Cesare Sessa prese attivamente parte alla resistenza.

### Il secondo dopoguerra
Alla fine del conflitto, Cesare Sessa tornò nel suo paese e ne divenne il primo sindaco del dopoguerra. Fu rieletto più volte. Dopo la sua morte gli succedette nella carica di sindaco di Raffadali Salvatore Di Benedetto.
Nel 1946 la Camera del Lavoro di Raffadali promosse l’occupazione del latifondo in contrada Cattà.
Salvatore Di Benedetto fu sindaco di Raffadali dal 1957 al 1982. In questo periodo Raffadali fu interessata da un miglioramento delle condizioni di vita, dovuto alla crescita del reddito medio. Fu istituita una biblioteca comunale e fu realizzato il "Villaggio della Gioventù". Raffadali fu tra i primi comuni siciliani ad adottare un piano regolatore generale.
Nell'arco dell’ultimo cinquantennio Raffadali è stata oggetto di profonde trasformazioni economiche e sociali. Il paese ha visto un decremento progressivo delle superfici coltivate e delle aziende agricole in favore delle attività del settore terziario.
Nel 2016 un gruppo di imprenditori locali ha dato vita all'Associazione per la promozione del pistacchio di Raffadali, contribuendo a rivitalizzare un settore che sembrava ormai in declino. L’associazione ha avviato l’iter per il riconoscimento della denominazione di origine protetta. Il 21 settembre 2018 ha avuto luogo la pubblica audizione in presenza dei funzionari del MIPAAFT per la lettura e l'approvazione del disciplinare di produzione DOP, che è stato successivamente pubblicato nella Gazzetta Ufficiale della Repubblica Italiana, Serie Generale n. 261 del 09/11/2018.
Il 22 marzo 2021, a seguito della pubblicazione nella Gazzetta Ufficiale dell’Unione Europea del Regolamento di esecuzione (UE) 2021/474 della Commissione del 15 marzo 2021, il Pistacchio di Raffadali ottiene l’iscrizione nel registro delle denominazioni di origine protette e delle indicazioni geografiche protette.

### Esplicative
1. ↑  Picone faceva derivare il toponimo Busonè dall'arabo Abu-Senem, prato dell'idolo aureo. Secondo lo studioso Salvatore Raccuglia, Busonè avrebbe origine dai termini greci βοῦς, bue, e, ὠνή, prezzo o acquisto, e indicava un luogo in cui si teneva un mercato del bestiame(Cassaro, p. 11)
2. ↑  Secondo Michele Amari, Bugamo è termine di origine araba, derivante da Abu-l-Giami’, o Abu-l-Gema’, o abul-l-Agiamo, cioè il prato di Agiami. È più probabile che derivi da aba-Agiar, prato di pietra (Cassaro, p. 10)
3. ↑  raḥl sta per villaggio, e si riscontra in molti altri toponimi siciliani. Confr. Ragalna, raḥl-Maut (Racalmuto), raḥl-Met (Riesi), raḥl-butah (Regalbuto), raḥl-jaffal (Regalgioffoli), raḥl-El-melum (Valdina), raḥl-Suptanum (Resuttano), raḥl-Fewwar (Favara), raḥl-Naru (Naro).
4. ↑  IN NOMINE DOMINI NOSTRI IEUSU CHRISTI, AMEN.
Nos Rogerius miles Dei gracia comes Sicilie considerantes grata et accepta servicia nobis prestita per vos nobilem virum Giorlandum de Monteaperto, primogenitum Ioannes Mactei de Monteaperto baroni nostri in partibus Normandie, ex illustri prosapia regum Anglie ex quibus et vos descendistis nec non et multa maioraque prestiterunt predictus nobilis Ioannes Macteus parer tuus et venerabilis Giorlandus de Monteaperto consanguineus tuus episcopus huius nostre civitatis et qui a vestris sumptibus et expensis cum centum quadraginta equis strenue servistis ac multas victorias contra Mauros hostes nostros obtinuistis et modo Ali perfidum maurum post longos labores expugnasti intus proprium castrum Guastanelle et eius raffa destrussisti et captivum nobis presentasti, digno omni laude et premiis te iudicamus. Ideo damus et concedimus tibi et successoribus tuis in perpetuum castrum predictum Guastanelle, fortilicia et raffa que habebat et possidebat dictus Ali cum omnibus et singulis iuribus et pertinenciis quomodolibet ad eum spectantibus; concedimus quinquenne gentilicia novem rosarum cum jalno in medio earum tripartita cum quatuor faxeiis argenteis et in medio coloris azuvi unde ad certitudinem venture fidei et in futurum appareat hoc presens privilegium nostre proprie manus signatum et communi nostro sigillo munitum tibi tradi iussimus.
Datum Agrigenti, due VII octobris millesimo nonagesimo quinto.
Comes Rogerius normandus (G. Di Giovanni, p. 245)
5. ↑  Ager, in quo ad viridis tantummodo pabuli saginam, ordeum vel granum quodvis invicem mixtum seritur. Charta ann. 1139. in Append. ad tom. 6. Annal. Bened. pag. 667. col. 2. Glossarium mediae et infimae latinitatis, éd. augm., Niort L. Favre, 1883‑1887, t. 8, col. 350
6. ↑   Ndr. Petralia Sottana e Petralia Soprana.
7. ↑  Altri dicono da un Giovenco fratello di uno Scaloro senior morto nel 1297 ca. Marrone, pp. 428-431.
8. ↑   De Monte-Aperto, je repris la route de Rafadale, qui est à onze milles de Girgenti: là, je ne trouvai qu’un sarcophage: il est dans la principale église; il représente en bas-relief l'enlèvement de Proserpine. II est d’une mauvaise exécution; je ne l’ai pas gravé.
On remarque en ce lieu & dans ses environs des grottes très-dégradées, dont plusieurs étoient sépulcrales, & d’autres ont été des habitations, ce qui prouve que ce pays a été très-anciennement peuplé. On ne sait quel nom ce lieu avoir autrefois; ainsi l’on trouve des débris sans nom, & on sait des noms de villes & de châteaux dont on n’a jamais pu retrouver la position géographique. (Houël, p. 60)

### Bibliografiche
1. 1 2 3 4  Librici Alfio, 23.
2. 1 2  Librici Alfio, p. 41.
3. ↑  Cassaro, p. 12.
4. ↑  Cassaro, p. 11.
5. ↑   Scheda, su valletempli.it (archiviato dall'url originale il 13 aprile 2013).
6. ↑   Copia archiviata, su pietrarossa.it. URL consultato il 5 settembre 2020 (archiviato dall'url originale il 7 febbraio 2013).
7. 1 2 3  Librici Alfio, p. 25.
8. ↑  Lo Mascolo.
9. ↑   Sicani, in Treccani.it – Enciclopedie on line, Roma, Istituto dell'Enciclopedia Italiana.
10. ↑  Rizzo, p. 120.
11. ↑  Cassaro, p. 14.
12. ↑  Picone, p. 39.
13. ↑  Rizzo, p. 148.
14. ↑  Cassaro, p. 14.
15. ↑  Di Giovanni, p. 77.
16. 1 2  Librici Alfio, p. 34.
17. 1 2  Pace, p. 148.
18. ↑  Di Benedetto, p. 36.
19. ↑  Librici Alfio, p. 33.
20. 1 2 3 4 5 6  Rizzo, p. 3.
21. ↑  Giustolisi, p. 32.
22. ↑  Manni, p. 220.
23. ↑  Rizzo, p. 9.
24. ↑  Rizzo, p. 7.
25. ↑  Rizzo, p. 8.
26. ↑  Librici Alfio, p. 27.
27. ↑  Cassaro, p. 17.
28. 1 2  Librici Alfio, p. 38.
29. ↑  Fazello, p. 231.
30. 1 2  Rizzo, p. 82.
31. ↑  Rizzo, pp. 82-84.
32. 1 2  Rizzo, p. 43.
33. ↑  Rizzo, p. 34.
34. ↑  Cassaro, p. 9.
35. ↑  Di Benedetto, p. 22.
36. ↑  Collura, pp. 7-18.
37. ↑  Garufi, pp. 123-156.
38. ↑  Collura, p. 301.
39. ↑  Amari, p. 96.
40. ↑  Collura, pp.96 e 98.
41. ↑  Collura, p. 267.
42. ↑  De Ciocchis, p. 307.
43. ↑  Amico, p. 398.
44. ↑  Di Benedetto, p. 17.
45. 1 2 3 4   Storia di Raffadali, su comune.raffadali.ag.it.
46. ↑  Librici Alfio, p. 39.
47. ↑  Marrone, p. 278.
48. ↑  Rizzo, p. 190.
49. ↑  Rizzo, p. 163.
50. ↑  Picone.
51. 1 2 3 4 5 6  Cassaro, p. 16.
52. ↑  Rizzo, p. 172.
53. ↑  Rizzo, p. 174.
54. ↑  Rizzo, p. 131.
55. ↑  Rizzo, p. 29.
56. ↑  Lodovico Bianchini, p. 24.
57. ↑  Antonino Marrone, p. 18.
58. ↑  Mineo, p. 231.
59. ↑  Amico, p. 62.
60. ↑  Mineo, p. 234.
61. ↑  Amico, 160.
62. ↑  Mineo, p. 271.
63. 1 2  Rizzo, p. 190.
64. ↑  Rizzo, p. 31.
65. ↑  Marrone, p. 282.
66. 1 2 3  Librici Alfio, p. 44.
67. ↑   La "licenza populandi", su comune.montevago.ag.it, Ufficio Turistico del Comune di Montevago. URL consultato il 27-01-2009 (archiviato dall'url originale il 21 aprile 2008).
68. ↑  Caraffa, p. 46.
69. 1 2 3 4 5  Librici Alfio, p. 49.
70. ↑  Librici Alfio, p. 46.
71. ↑  Librici Alfio, p. 50.
72. ↑  Guerreri, p. 93.
73. ↑  Guerreri, p. 99.
74. 1 2 3  Librici Alfio, p. 51.
75. ↑  Caruso, p. 107.
76. ↑  Spoto.
77. ↑  Librici Alfio, p. 52.
78. ↑   Costituzione del regno di Sicilia stabilita dal parlamento dell'anno 1812, Napoli, Stamperia de Marco, 1848. URL consultato il 3 maggio 2021.
79. ↑   Chiesa di Santa Maria della Pietà di Giardina Gallotti, su agrigentodoc.it. URL consultato il 21 dicembre 2020.
80. ↑  Amico, p. 399.
81. 1 2  Moltedo, p.X.
82. 1 2 3 4  Librici Alfio, p. 54.
83. ↑  Cufaro 1992, p. 201.
84. ↑  Librici Alfio, p. 55.
85. ↑  Cufaro 1992, p. 146.
86. ↑   Cufaro 1992, p. 202.
87. ↑   Bollettino del Ministero dell’Interno, su books.google.it.
88. ↑   Raffadali: origine storia attualità, Raffadali, Biblioteca comunale di cultura, 1970, SBN PAL0027156.
89. ↑  Di Benedetto, 2008, p. 105.
90. 1 2 3   Cesare Sessa, su anpi.it. URL consultato il 3 maggio 2021.
91. ↑   Un anno di dominazione fascista, su books.google.it. URL consultato il 3 maggio 2021.
92. ↑   Storia di Joppolo, su comune.joppologiancaxio.ag.it. URL consultato il 24 dicembre 2020 (archiviato dall'url originale il 7 maggio 2021).
93. ↑   Popolazione. Movimento dello stato civile, su books.google.it, 1896. URL consultato il 21 dicembre 2020.
94. ↑  Cufaro 1989, p. 31.
95. ↑  Cufaro 1989, illustrazioni.
96. ↑   p. 156, LE CASE DEL FASCIO IN ITALIA E NELLE TERRE D'OLTREMARE, Roma, Pubblicazioni degli Archivi di Stato, 2003, ISBN 88-7125-220-9.
97. ↑   a cura del Ministero dell’Interno, Notizie degli archivi di stato. I danni di guerra subiti dagli archivi italiano (PDF), su 2.42.228.123. URL consultato il 13 maggio 2021 (archiviato dall'url originale il 13 febbraio 2022).
98. ↑  Montalbano, p. 115.
99. 1 2   Sindaci dal dopoguerra ad oggi [collegamento interrotto], su comune.raffadali.ag.it. URL consultato il 2 maggio 2021.
100. ↑  Librici Alfio, p. 58.
101. ↑   Storia del Villaggio della Gioventù, su villaggiogioventuraffadali.it. URL consultato l'11 maggio 2021.
102. ↑   Economia di Raffadali, su comune.raffadali.ag.it. URL consultato il 14 dicembre 2020.
103. ↑   Chi siamo, su pistacchiodiraffadali.com. URL consultato il 2 maggio 2021 (archiviato dall'url originale il 2 maggio 2021).
104. ↑   Gazzetta Ufficiale 261 del 9 novembre 2018, su gazzettaufficiale.it. URL consultato il 2 maggio 2021.
105. ↑   REGOLAMENTO DI ESECUZIONE (UE) 2021/474 DELLA COMMISSIONE del 15 marzo 2021 recante iscrizione di un nome nel registro delle denominazioni di origine protette e delle indicazioni geografiche protette «Pistacchio di Raffadali» (DOP), su eur-lex.europa.eu. URL consultato il 22 marzo 2021.